# Roberto Parlanti
Roberto Parlanti (Montecatini Terme, 26 gennaio 1951) è un ex calciatore italiano, di ruolo terzino.

## Carriera
Disputa una stagione in Serie A con la Fiorentina totalizzando 9 presenze. In Serie B ottiene complessivamente 268 presenze e 28 gol con la Reggiana, il Modena, il Parma, il Rimini e la Pistoiese, mentre nei cinque anni di Serie C disputa 133 partite segnando 4 gol con Pro Vasto, Prato, Venezia, Modena e Pistoiese.